# St. Maria Magdalena (Grabsleben)

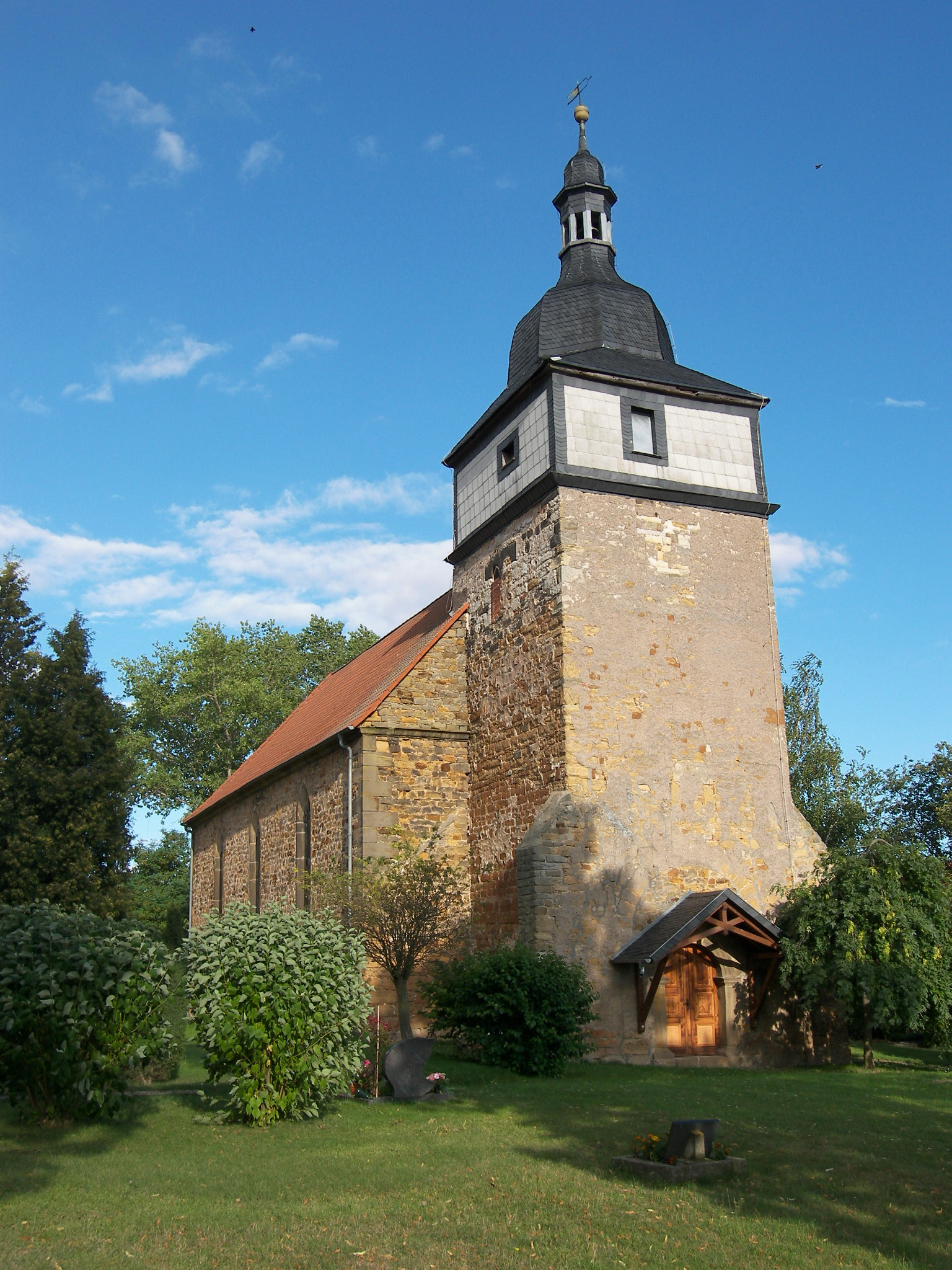
Westseite

St. Maria Magdalena im thüringischen Grabsleben ist Nachfolgerin einer Kirche, die wegen Baufälligkeit 1696 abgebrochen wurde. Die Kirchengemeinde gehört zum Kirchengemeindeverband Seebergen im Kirchenkreis Gotha der Evangelischen Kirche in Mitteldeutschland.

## Geschichte und Architektur
Einiges deutet darauf hin, dass das Vorgängermittelschiff an der Westseite des Turms lag. Über dem Kirchportal ist die Jahreszahl 1696 eingemeißelt. Ein Hinweis auf die frühere Kirche liefert die Inschrift 1568 CS, die an anderer Stelle im Mauerwerk zu entdecken ist. Außerdem sei noch erwähnt, dass die Kirchenfenster gotische Spitzbogenfenster mit steinernem Maßwerk sind, und auch der Ostchor zeigt gotische Elemente, ist also älter als das Mittelschiff von 1696. Auch der Kirchturm weist auf eine frühere Bebauung hin: Unter der Glockenstube finden sich, allerdings zugemauerte, romanische Zwillingsfenster. So ist zu vermuten, dass der Turm im 12. Jahrhundert gebaut wurde. Der Neubau kostete 1941 Gulden, 18 Groschen und 2 Pfennig. Eine feierliche Einweihung fand nicht statt.
Im Jahre 1749 erhielt der Kirchturm eine neue Schlaguhr. 1995 bis 1997 wurde sie durch eine funkgesteuerte Uhr ersetzt.
Anekdotenhaft mutet die Geschichte um die Nordfenster an: Aus abergläubischen Motiven heraus wollten die Bürger zur Entstehungszeit der Kirche (1696) keine Nordfenster, weil von dort die bösen Mächte und Geister zu erwarten seien. Zudem wollte man entgegen dem traditionellen Ritus und Wunsch des damaligen Pfarrers den Altar nicht auf der Ost-, sondern auf der Westseite. Den Streit schlichten konnte nur der aus der nahen Residenzstadt Gotha herbeigerufene Herzog Friedrich II. Sein Machtwort bestimmte den Altarraum in den Osten und den Einbau der Fenster in die Nordwand. Das „bekräftigte“ er noch mit einer Geldspende für den Bau der Fenster. Vermutlich hat das Geld jedoch nicht ganz gereicht oder verschwand zum Teil in zweckfremde Kanäle, denn einiges Maßwerk an diesen Fenstern ist nicht steinern, sondern aus Holz.

### Orgel
1738 wurde eine neue Thielemann-Orgel erbaut, sie ist 1788 und besonders 1825 mit einem Kostenaufwand von 326 Thalern reparirt worden. Der jedesmalige Pfarrer war Lehnsherr über 3 Häuser in Grabsleben, welche alljährlich zu Michaelis (29. September) einen Hahn Erbzins abliefern mussten, und sobald eines dieser Häuser verkauft wurde, mussten sie ihm das Lehn- und Auflassgeld nebst Schreibegeld zahlen. Die Orgel hat 21 Register auf zwei Manualen und Pedal. Die Disposition lautet:
| I Manual C–c3 |     |
| Quintatön     | 16′ |
| Principal     | 8′  |
| Gambe         | 8′  |
| Gedackt       | 8′  |
| Hohlflöte     | 8′  |
| Octave        | 4′  |
| Spielflöte    | 4′  |
| Octave        | 2′  |
| Mixtur IV     |     |

| II Oberwerk C–c3 |    |
| Gedackt          | 8′ |
| Quintatän        | 8′ |
| Principal        | 4′ |
| Salicional       | 4′ |
| Spitzflöte       | 4′ |
| Nassat           | 3′ |
| Octave           | 2′ |
| Mixtur III       |    |

| Pedal C–c1  |     |
| Violonbaß   | 16′ |
| Subbaß      | 16′ |
| Violonbaß   | 8′  |
| Posaunenbaß | 16′ |

- Koppeln: Manualkoppel, Pedalkoppel.
- 3 Sperrventile, Kalkantenruf.

2015/16 konnte ein altes Harmonium nach aufwändiger Reparatur wieder in Betrieb genommen werden.

### Glocken
Der Kirchturm barg drei Glocken, von denen eine erhalten ist:
- Die große as-Glocke wurde 1743 von der Glockengießerei Hahn in Gotha gegossen und musste 1918 für Kriegszwecke abgeliefert werden. Sie wurde 1932 durch eine in Erfurt bei der Firma Wittrien gegossene, gleichtönende Glocke ersetzt, die wiederum 1940 für Kriegszwecke abgegeben werden musste.
- Die mittlere Glocke wurde 1668 gegossen und ebenfalls 1918 für Kriegszwecke abgegeben. Auch diese Glocke wurde 1932 durch eine neue aus der Gießerei Wittrien ersetzt, die auch 1940 für Kriegszwecke abgegeben werden musste.
- Die kleine es-Glocke wurde 1737 in Gotha gegossen und läutet heute noch.

## Kunstwerke

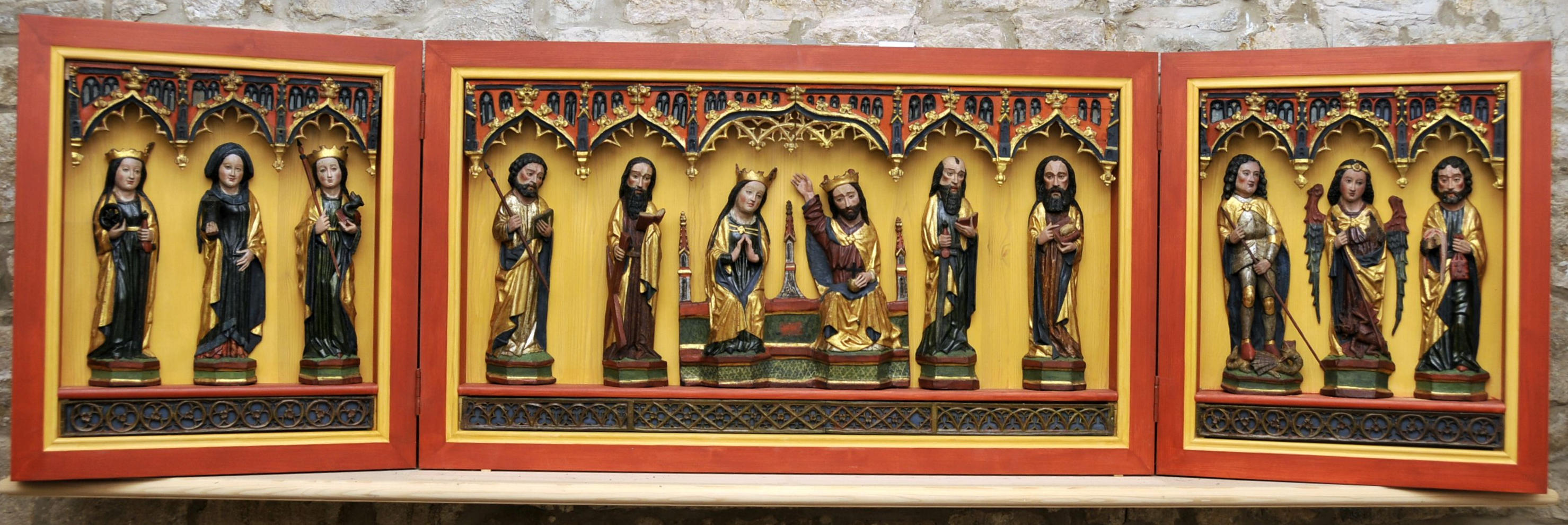
Detailansicht des Dreiflügelaltars

Das Innere der Kirche besticht durch schöne Malereien an der Kanzel und den Brüstungsfeldern der Emporengalerie. Der Blick nach oben wird begrenzt durch ein mächtiges Holztonnengewölbe mit aufgemalten Engeln und biblischen Szenen aus dem Anfang des 20. Jahrhunderts. Die Emporenmalerei stammt aus der Entstehungszeit des Kirchenschiffes, dem Beginn des 18. Jahrhunderts und zeigt deutlich dorf- und bauernhaft verwachsenen Malstil. Eine besondere Kostbarkeit ist der in der Kirche aufbewahrte Dreiflügelaltar.

### Bilder des Inneren

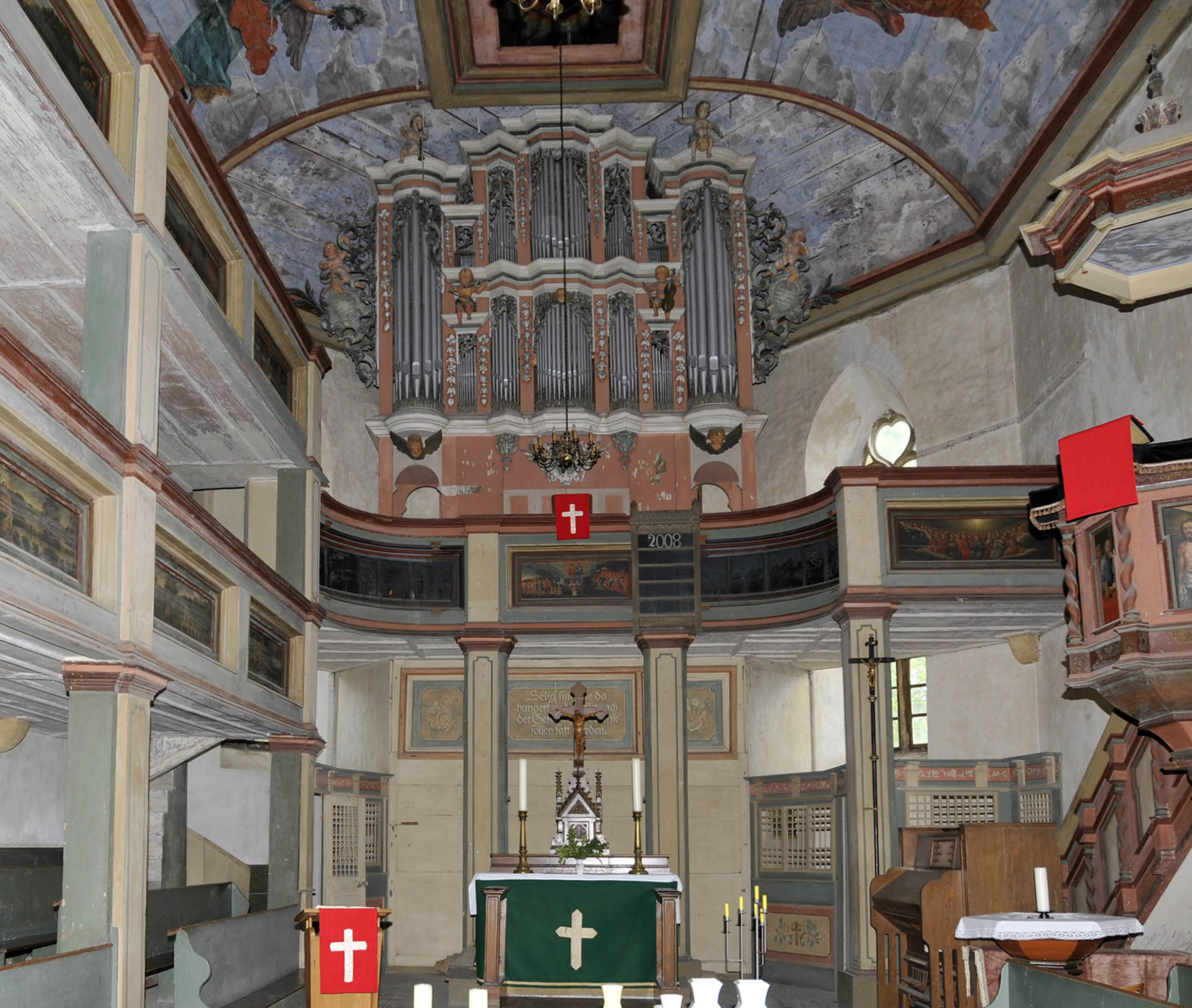
Blick zur Orgel
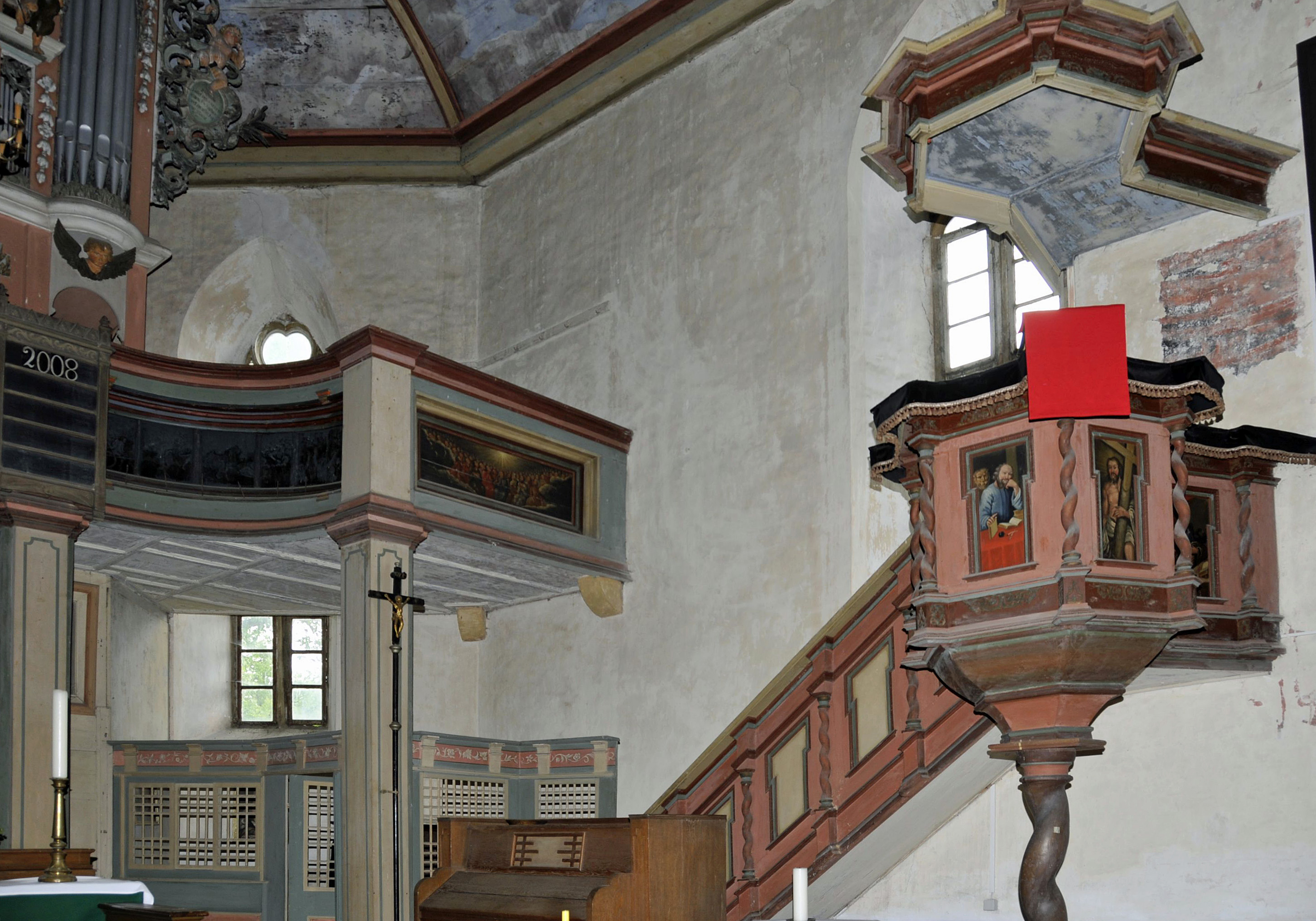
Ansicht mit Kanzel